# Matteo Santangelo
Matteo Santangelo est un astronome italien.

## Biographie
Le Centre des planètes mineures le crédite de la découverte de vingt-et-un astéroïdes, effectuée entre 1999 et 2000, dont certains avec la collaboration de Sauro Donati et de G. Cavalletti.
Il a entre autres découvert les supernovae SN 2000bi (pl) et SN 2000dl (pl).
| (29829) Engels        | 14 mars 1999      |
| (36061) Haldane       | 11 septembre 1999 |
| (36182) Montigiani    | 10 octobre 1999   |
| (40254) 1999 BB26     | 21 janvier 1999   |
| (47162) Chicomendez   | 2 octobre 1999    |
| (49481) Gisellarubini | 24 janvier 1999   |
| (59388) Monod         | 24 mars 1999      |
| (59390) Habermas      | 24 mars 1999      |
| (60183) Falcone       | 5 novembre 1999   |
| (62744) 2000 UX1      | 20 octobre 2000   |
| (70418) Kholopov      | 17 septembre 1999 |
| (96623) Leani         | 14 mars 1999      |
| (101588) 1999 BH12    | 24 janvier 1999   |
| (101753) 1999 FT19    | 24 mars 1999      |
| (129880) 1999 SX4     | 28 septembre 1999 |
| (134510) 1999 FT21    | 24 mars 1999      |
| (137303) 1999 SX9     | 23 septembre 1999 |
| (137633) 1999 WR2     | 26 novembre 1999  |
| (173262) 1999 RD176   | 15 septembre 1999 |
| (243624) 1999 RF37    | 12 septembre 1999 |
| (246934) 1999 PL      | 6 août 1999       |